# 垂水駅 (鹿児島県)
垂水駅（たるみずえき）は、鹿児島県垂水市田神にかつて設置されていた、日本国有鉄道（国鉄）大隅線の駅（廃駅）である。大隅線の廃止に伴い、1987年（昭和62年）3月14日に廃駅となった。

## 歴史
- 1961年（昭和36年）4月13日：一般駅として開業[1][2]。開業時は業務委託駅[3]。
- 1972年（昭和47年）9月9日：路線名称が古江線から大隅線に変更される[4]。
- 1987年（昭和62年）3月14日：大隅線の全線廃止に伴い、廃駅となる[1]。

## 駅構造
島式ホーム1面2線を有する列車交換が可能な駅で、木造駅舎を併設する。委託駅であった。

## 駅周辺
- 三州自動車（旧大隅交通ネットワーク）「垂水中央」停留所
  - 2000年3月までJR九州バス「垂水中央駅」停留所があった。
- 高峠高原
- 下宮神社
  - 当地出身の和田英作・瀬戸口藤吉を称える碑がある。
- タイヨー 垂水店

## 現状
跡地は垂水鉄道記念公園となっている。車輪2個、プラットホームの一部、レール、踏切遮断機などが設置されており、この他機関車を模した遊具（アスレチックもSL型たるみず号）が設置されている。

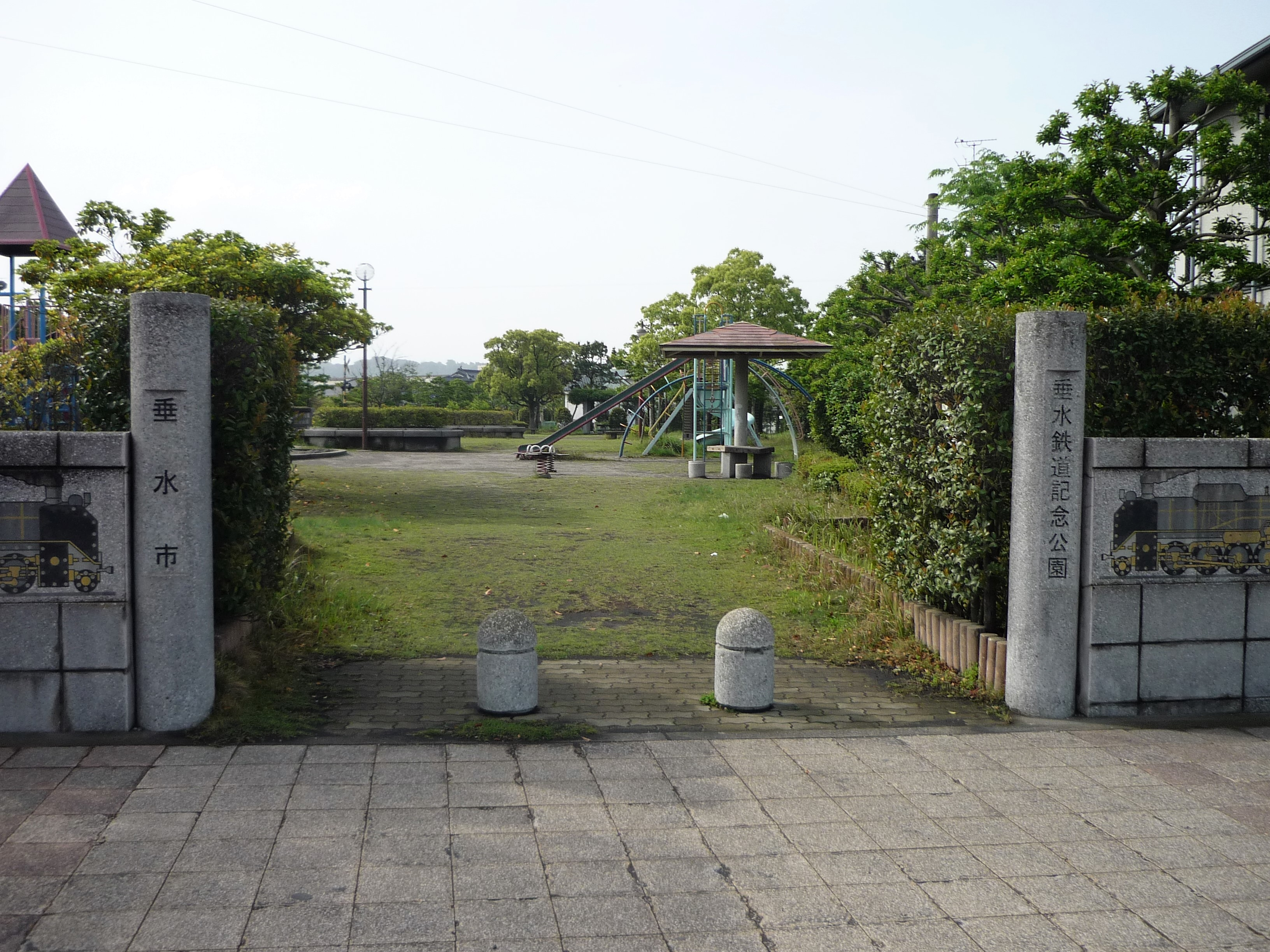
垂水鉄道記念公園の入口
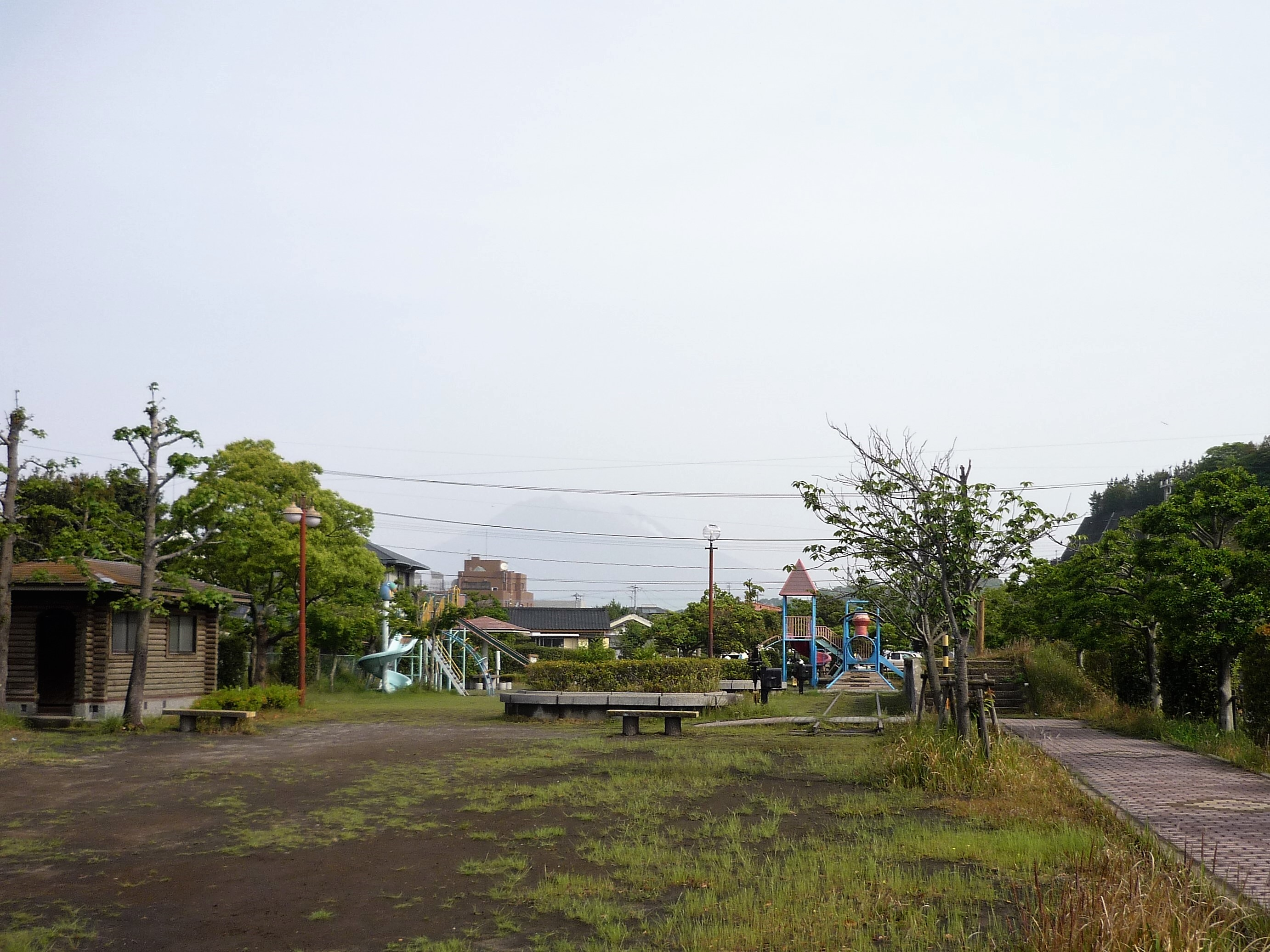
垂水鉄道記念公園の遊具など

## 隣の駅
日本国有鉄道
大隅線
浜平駅 - 垂水駅 - 海潟温泉駅